# Brudne pieniądze (film 1996)
Brudne pieniądze (tytuł oryg. Bound, alternat. tytuł polski Więź) – amerykański film kryminalny z 1996 roku, utrzymany w stylu neo-noir. Debiut reżyserski sióstr Wachowskich.

## Opis fabuły
Między Violet, dziewczyną gangstera Caesara, a Corky, byłą więźniarką, nawiązuje się romans. Partnerki wplątują się w mafijne porachunki, gdy Corky kradnie dwa miliony dolarów, ukryte w mieszkaniu Caesara.

## Obsada
- Jennifer Tilly − Violet
- Gina Gershon − Corky
- Joe Pantoliano − Caesar
- John P. Ryan − Micky Malnato
- Christopher Meloni − Johnnie Marzzone
- Richard Sarafian − Gino Marzzone
- Mary Mara − Sue, barmanka
- Susie Bright − Jessie
- Barry Kivel − Shelly